# Isabel Schneider
Isabel Schneider (Ottfingen, 15 de julio de 1991) es una jugadora de voleibol y voleibol de playa alemana. Además de los éxitos en la segunda Bundesliga, es una de las jugadoras de voleibol de playa más exitosas de Alemania con semifinales y finales en Campeonatos Europeos, Campeonatos Mundiales, en el Circuito Mundial de la FIVB y series de torneos nacionales y en los Campeonatos de Alemania. Sus mayores logros son ganar la medalla de oro en el Campeonato Mundial Sub-23 de 2013 en Myslovice, Polonia, y ganar el Campeonato Alemán de 2018 con su compañera Victoria Bieneck.

## Carrera

### Carrera en voleibol de salón
Comenzó su carrera de voleibol en 1998 con VC SFG Olpe. Luego jugó para los Iserlohn Panthers en la Bundesliga por primera vez. Al mismo tiempo, jugó en RC Sorpesee en la liga juvenil alemana más alta de la WVJ y participó en varios campeonatos de Alemania Occidental y Alemania. De 2005 a 2007 jugó en el equipo NRW. En 2008 se mudó al club de segunda división TSV Bayer 04 Leverkusen y logró ascender a la primera Bundesliga con el nuevo club en 2011. Después de descender en 2012, Schneider ganó el campeonato de la Segunda Bundesliga Norte por tercera vez en cuatro años en 2013. Después de su cuarto título de campeonato en 2016, terminó su carrera en voleibol de salón.

### Carrera en voleibol de playa

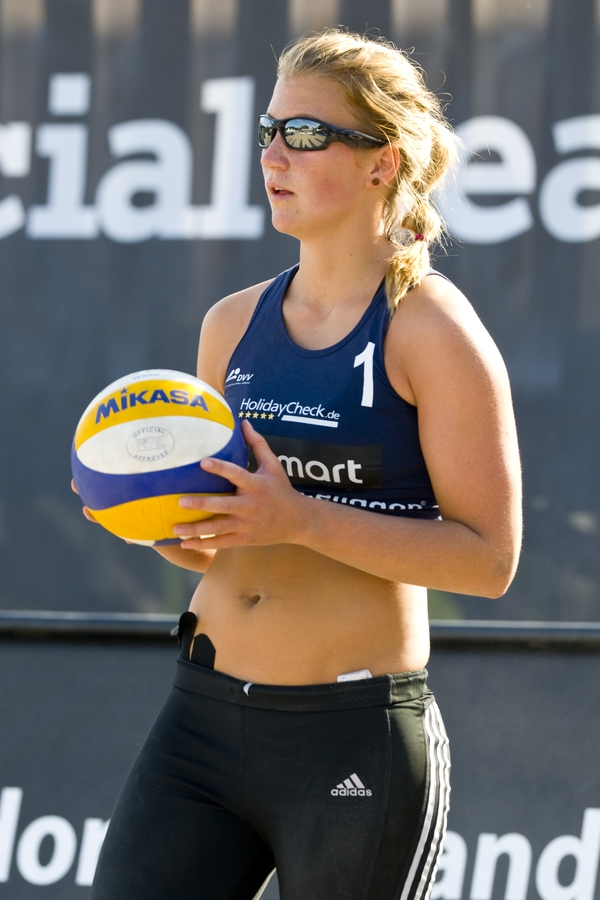
Schneider en 2010.

Además de su carrera en voleibol bajo techo, comenzó a jugar voleibol de playa en 2006. En 2008 fue incluida en la selección nacional sub-18 con su compañera Christine Aulenbrock. En 2009 fue nominada a la escuadra C de la selección nacional de voleibol de playa, y luego disputó su primer campeonato de Europa sobre arena. Con Pia Riedel ganó el cuarto lugar en el Campeonato de Europa Sub-20 en Kos (GRE). En 2011 terminaron quintos en el Campeonato Mundial Sub-21 en Halifax. En el campeonato alemán de 2012, Riedel/Schneider terminó noveno. En 2013, Schneider ganó la medalla de oro con Victoria Bieneck en el primer Campeonato Mundial Sub-23 oficial en Polonia.
La compañera estándar de Schneider desde 2013 fue Teresa Mersmann de BSV Ostbevern. Mersmann/Schneider terminó la temporada 2013 en el quinto lugar en el ranking de equipos alemanes. En el Circuito Mundial de la FIVB 2014, lograron un quinto puesto en Anapa, un noveno puesto en Fuzhou y un 17.º puesto en Puerto Vallarta. En los Grand Slams de Berlín y Moscú, ocuparon el puesto 25. Sitio. En el Smart Beach Tour nacional, quedaron segundos en Münster y Núremberg y terceros en Binz. En el Campeonato Alemán en Timmendorf ocuparon el quinto lugar. En 2015, Mersmann/Schneider ganó los torneos satélite CEV en Maladsetschna y Vaduz. En el campeonato alemán llegaron a la final, en la que perdieron ante Laura Ludwig y Kira Walkenhorst. En 2016 ganaron el torneo satélite CEV en Ankara. Después de un noveno lugar en el campeonato alemán, Mersmann y Schneider se separaron.

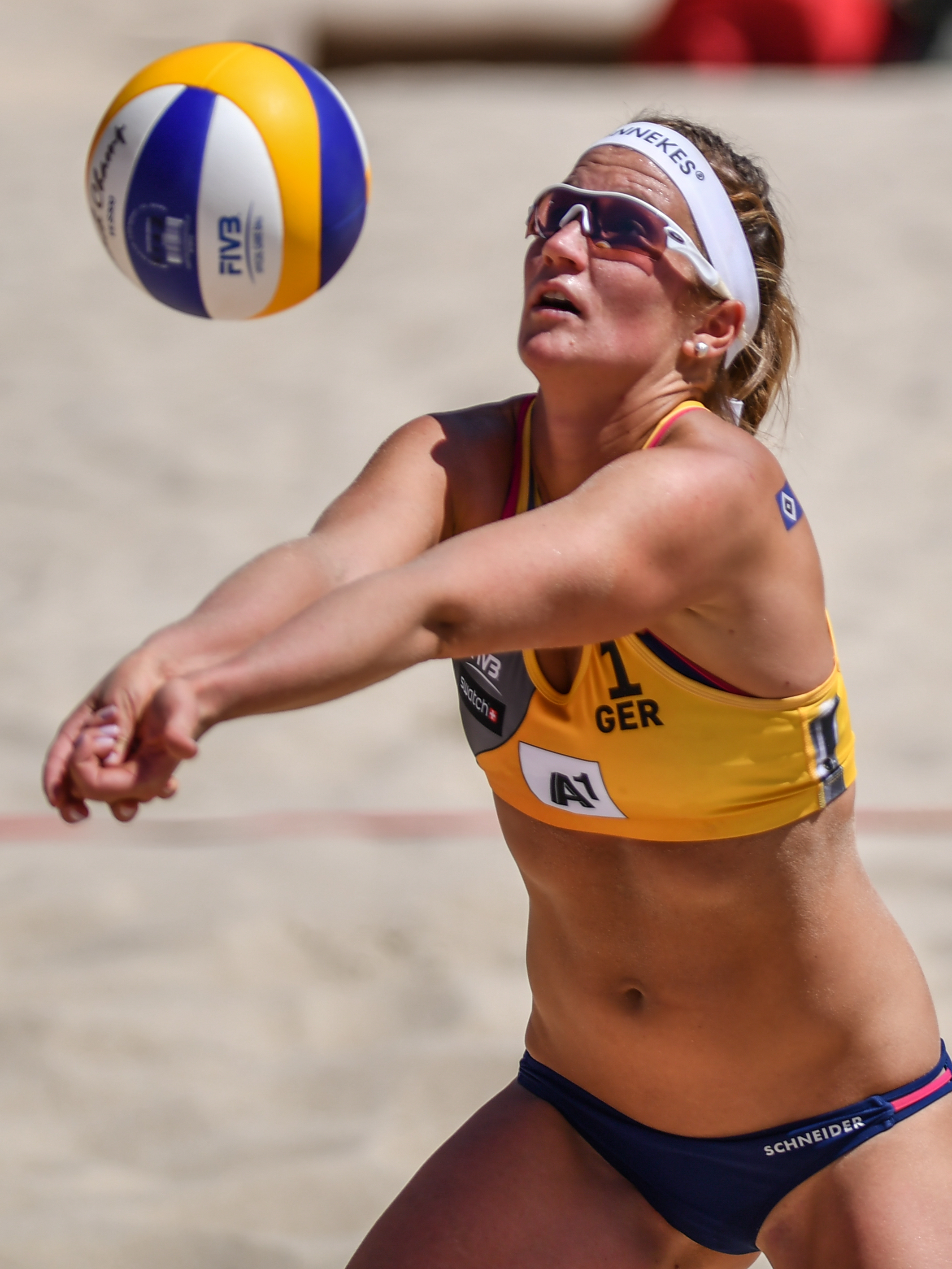
Schneider durante el Campeonato Mundial de Vóley Playa de 2017.

Desde 2017, Schneider forma junto con Bieneck el equipo alemán. En el World Tour 2017, Bieneck/Schneider terminó tercero en Xiamen (3 estrellas), cuarto en Moscú (3 estrellas) y noveno en Poreč y Gstaad (ambos con 5 estrellas). En el Campeonato Mundial de Viena, llegaron a la ronda de lucky loser como terceros en el grupo, en el que fueron eliminados contra los chinos Xue/Wang. En el Campeonato Europeo en Jūrmala, Bieneck/Schneider llegaron a la primera ronda principal como segundos del grupo, en la que fueron derrotados por los eventuales campeones europeos Glenzke/Großner y terminaron 17.º. En el campeonato alemán terminaron cuartos. En el World Tour 2018, Bieneck/Schneider lograron posiciones entre los diez primeros sin excepción, destacándose dos cuartos lugares en Fort Lauderdale y Ostrava. En el Campeonato Europeo de Países Bajos terminaron quintos. A principios de septiembre, Bieneck/Schneider se proclamaron campeones de Alemania en Timmendorfer Strand. También en el World Tour 2019 fueron noveno en Sídney y quinto en Kuala Lumpur (cada uno 3 estrellas) y noveno en Tokio (4 estrellas). En el Campeonato Mundial de Hamburgo, llegaron a la primera ronda eliminatoria y terminaron en el puesto 17. Sitio. En el campeonato alemán de 2019, tuvieron que admitir la derrota ante los eventuales ganadores Borger/Sude en los cuartos de final. Luego lograron otro resultado entre los diez primeros en el noveno lugar en el torneo de 4 estrellas FIVB en Roma.
En junio/julio de 2020, Schneider participó en la Beach-Liga. Dado que Bieneck se lesionó tras la primera jornada, Schneider jugó allí cambiando de pareja, principalmente con Anna-Lena Grüne. En el primer torneo de equipos principales del Comdirect Beach Tour 2020 en Düsseldorf en julio, compitió con Louisa Lippmann. A principios de agosto, Schneider ganó el segundo torneo por equipos del Comdirect Beach Tour con la suiza Tanja Hüberli en Düsseldorf. Bieneck/Schneider terminó cuarto en los campeonatos alemanes y quinto en el Campeonato Europeo en Jūrmala.
Bieneck/Schneider terminó noveno varias veces en el World Tour 2021 . En agosto terminaron quintos en el Campeonato Europeo en Viena. Luego quedaron segundos en el torneo nacional King of the Court en Hamburgo. Después de terminar quinta en el campeonato alemán a principios de septiembre, la pareja de Schneider, Bieneck, puso fin a su carrera profesional.
En 2022, Sandra Ittlinger se hizo compañera de Schneider. Schneider/Ittlinger ganaron el torneo "King of the Court" en Doha en enero. En el World Beach Pro Tour 2022, ocuparon el quinto lugar en los torneos Challenge en Itapema, el noveno en Doha y el cuarto en Kuşadası, así como el 17 en el torneo Elite16 en Ostrava. En el German Beach Tour, ganaron el segundo torneo en Düsseldorf y terminaron terceros en Hamburgo. En el Campeonato Mundial de Roma, llegaron a la ronda principal como subcampeonas de grupo, en la que fueron eliminadas frente a las australianas Mariafe Artacho y Taliqua Clancy. En el World Beach Pro Tour, Ittlinger/Schneider terminaron quintos en los torneos Challenge en Espinho y Agadir, 17 en los torneos Elite16 en Gstaad y quintos en Hamburgo. En el Campeonato Europeo de Múnich, llegaron a los octavos de final como campeones de grupo, en los que perdieron contra los italianos Menegatti/Gotardi. A principios de septiembre, Ittlinger/Schneider se proclamaron subcampeones alemanes en Timmendorfer Strand. En octubre, Schneider y su nueva pareja, Julia Sude, quedaron quintas por primera vez en dos torneos Challenge en Dubái y luego ganaron el torneo.